# 凱里斯防禦
凱里斯防禦（英語：Keres Defence）是國際象棋開局的一種，走法為：
1.d4 e6 2.c4 Bb4+